# Climatologia storica

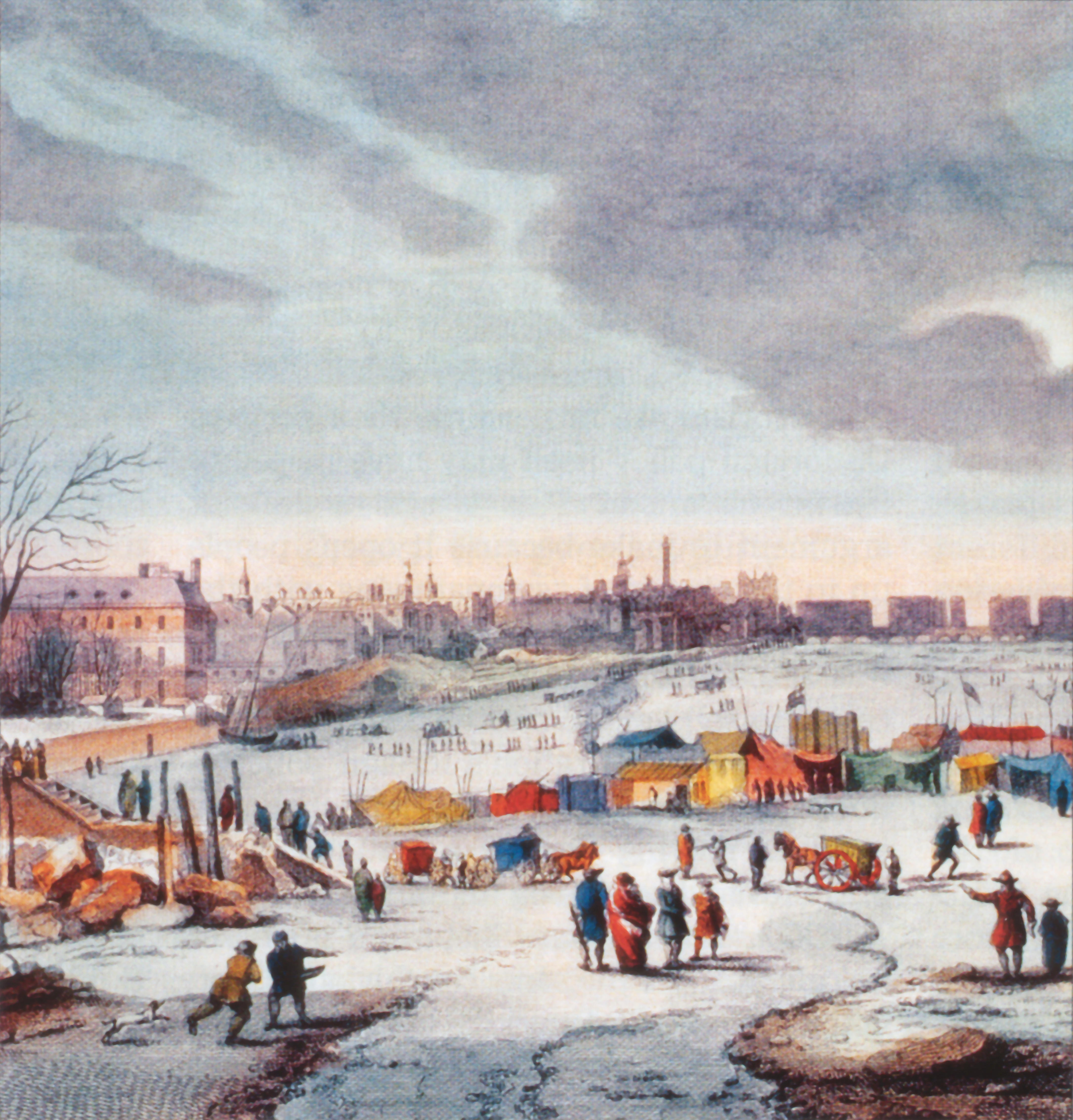
Piccola era glaciale

La climatologia storica è una branca della climatologia che si occupa del clima terrestre in relazione alle vicende storiche dell'uomo, concentrandosi in particolar modo negli ultimi due millenni di storia del nostro pianeta.

## Caratteristiche

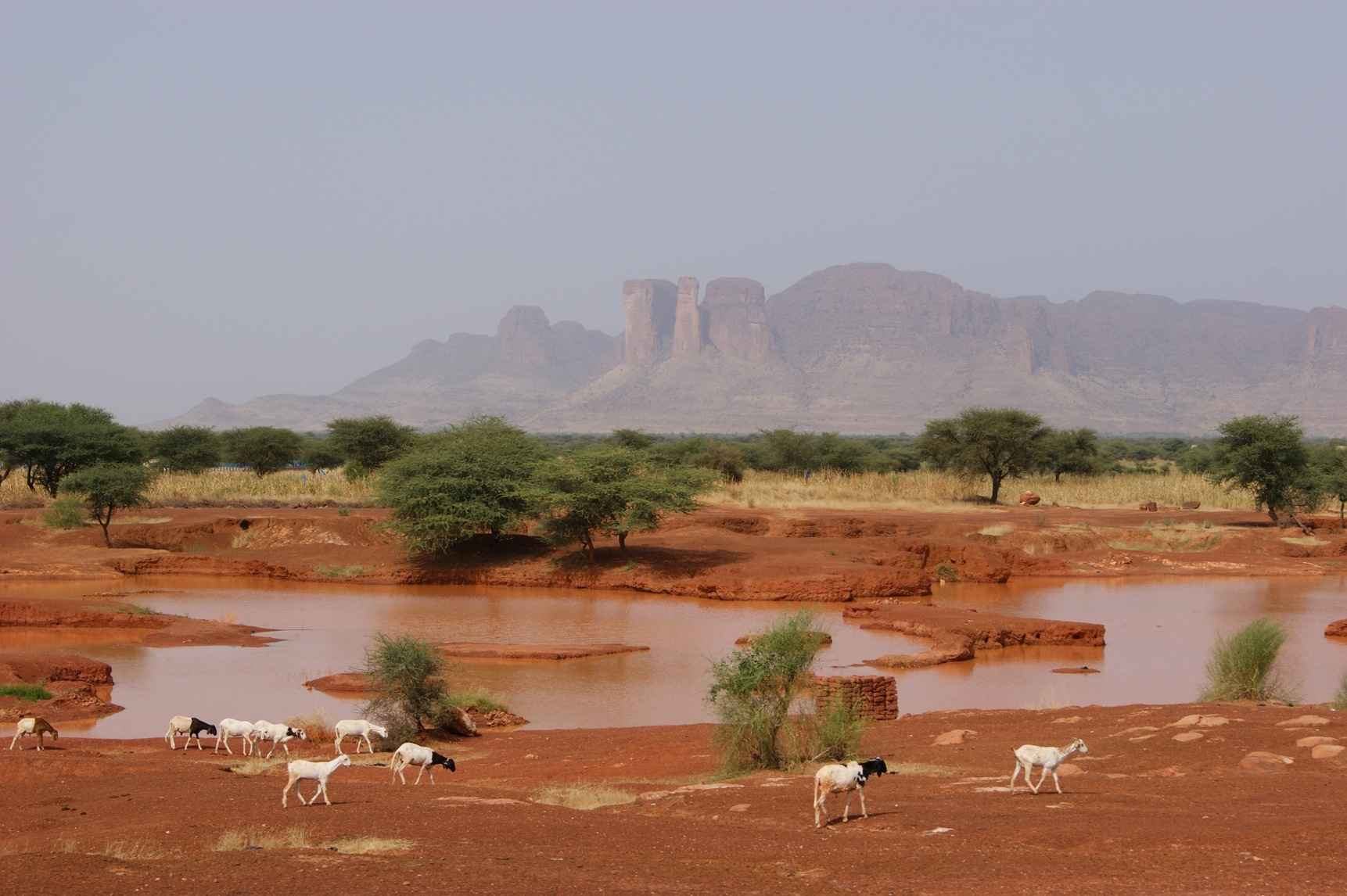
La siccità del Sahel, negli anni settanta e ottanta creò una carestia che causò la morte di un milione di persone e ne colpì oltre 50 milioni

La domanda essenziale che tale disciplina si pone è "se, come e quanto il clima terrestre e i suoi mutamenti abbiano influenzato le vicende umane determinando eventualmente la nascita e il crollo di intere civiltà attraverso modifiche dei regimi produttivi e agricoli,  carestie,  guerre o semplicemente attraverso alterazioni del comportamento, abitudini, usanze o della salute delle persone".
Dagli studi preliminari effettuati la risposta risulterebbe almeno in parte positiva considerando i periodi climatici degli ultimi due millenni con il Periodo caldo romano, il Periodo caldo medioevale e la Piccola era glaciale e gli impatti avuti da questi sull'agricoltura europea (es. spostamento latitudinale della coltura della vite). Anche il riscaldamento globale attuale sembra avere un influsso sulle migrazioni dei popoli africani e asiatici verso il vecchio continente europeo (un esempio recente viene siccità del Sahel, in Africa subsahariana, che negli anni settanta e ottanta creò una carestia che causò la morte di un milione di persone, colpendone oltre 50 milioni e portando un forte flusso migratorio verso il nord-Africa e il continente europeo).